# Cmentarz żydowski w Goworowie
Cmentarz żydowski w Goworowie – kirkut powstał zapewne w XVIII wieku na przeciwległym brzegu rzeki Orz. Najstarsza macewa pochodzi zapewne z połowy XIX wieku. Kirkut zajmuje powierzchnię 1,7 ha i ma wyraźnie zachowane granice. Na terenie kirkutu mieści się około 20 nagrobków. Według opracowania Żydowskiego Instytutu Żydowskiego elementy dalszych 200 umieszczone są w Urzędzie Gminy. Kirkut mieści się za wsią.